# Steintorfeld (Hannover)

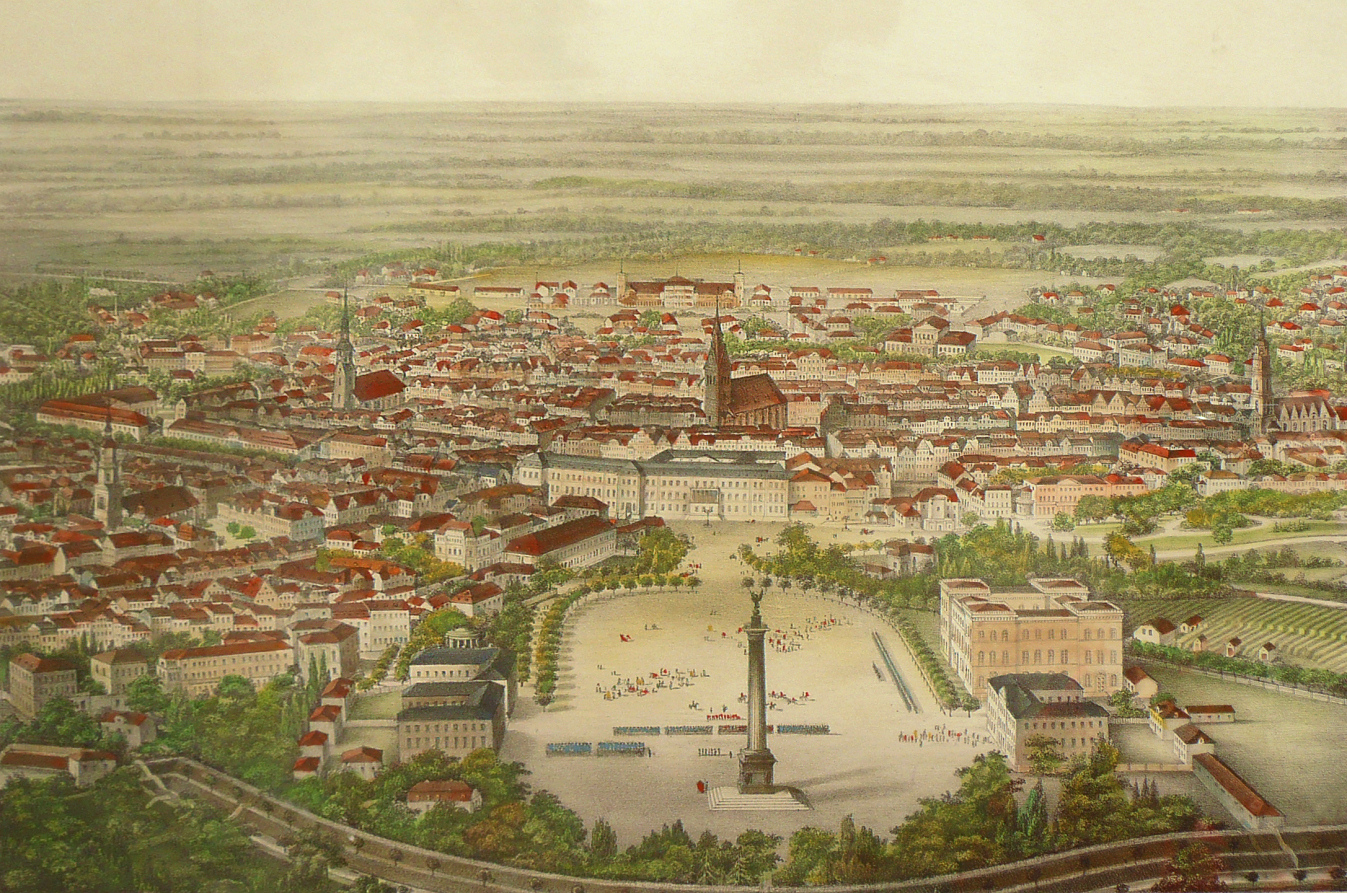
Hannover um 1850 aus der Vogelschau; hinter dem neu errichteten Hauptbahnhof: das noch unbebaute Steintorfeld;
kolorierter Stahlstich (Ausschnitt) von Adolf Eltzner

Das Steintorfeld von Hannover war eine Flur außerhalb der Stadtbefestigung. Die Flur zog sich jahrhundertelang außerhalb der ehemaligen Stadtgrenzen im Halbrund nordöstlich des Steintores von der Chaussee nach Celle (Celler Straße) bis zum Schiffgraben im Osten in Höhe des Neuen Hauses bis vor die (spätere) Aegidienneustadt.
Das Steintorfeld ist nicht zu verwechseln mit der Steintormasch, die Masch zwischen der Leine und den Herrenhäuser Gärten, für die der Gartenbaudirektor Julius Trip (so nicht ausgeführte) „Familiengärten in der Steintormasch“ konzipierte.

## Geschichte

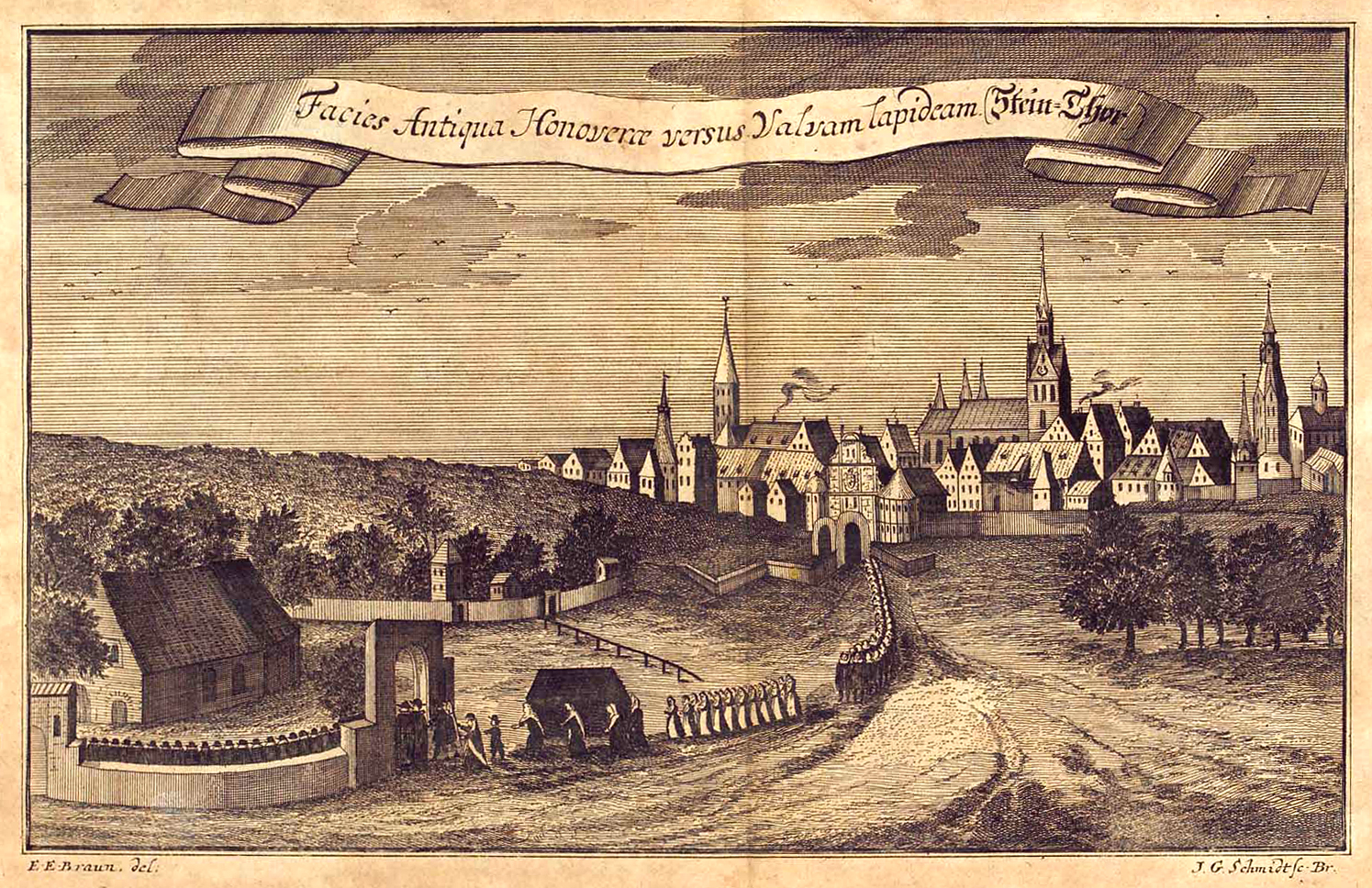
Leichnams-Prozession aus dem Steintor heraus bis zum Alten St. Nikolai-Friedhof im „Steintorfeld“;
Kupferstich um 1740 von I. G. Schmidt nach E. E. Braun, aus Christian Ulrich Grupens Origines Et Antiqvitates

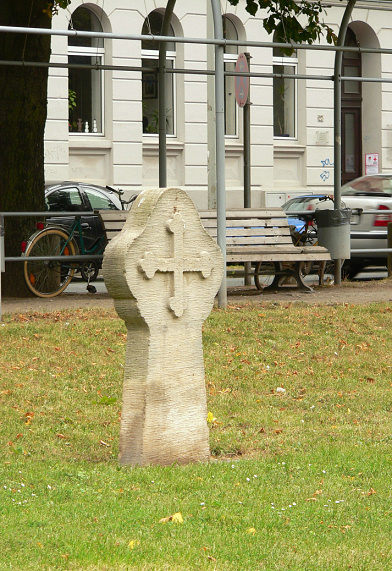
Der Weißekreuzstein nahe der Lister Meile, die zur Gänze das ehemalige Steintorfeld durchzieht

Ein Kreuz, das im Steintorfeld bereits aus der Zeit vor der Räderung des Raubmörders Jasper Hanebuth 1653 existierte, wurde später fälschlicherweise dem Ereignis zugeordnet, gab aber dann dem 1929 so benannten Weiße-Kreuz-Platz an der Lister Meile seinen Namen.
Noch 1831 lag das Steintorfeld außerhalb der seinerzeit parkartig umgestalteten Wallanlagen um die Stadt, die teilweise von den sogenannten Gartenleuten bewohnt und genutzt wurden. Da die  Wallanlagen höher gelegen waren als das damalige Stadtgebiet und damit einen besseren Schutz vor den Hochwassern in Hannover boten, schien das Areal für eine Stadterweiterung besonders geeignet: In den Jahren 1820, 1825 und 1830 legte Georg Ludwig Friedrich Laves anfänglich sehr umfangreiche, dann reduzierte Bebauungspläne vor. Doch erst 1834 wurde Laves auch formell mit der Bebauung des Steintorfeldes beauftragt.
Der formelle Bauauftrag 1834 bildete den Auftakt für Laves Konzeption der Ernst-August-Stadt zwischen der Georgstraße und der Trasse des 1842 beschlossenen Baus der Eisenbahn.
Um 1862 war das Steintorfeld im Zuge der vorrückenden Bebauung auf eine kleine Fläche begrenzt nordöstlich des Hauptbahnhofs.

## Steintorfeldstraße
Lediglich die 1860 angelegte Steintorfeldstraße erinnert heute noch an die ehemals weite Flur. Die Straße war um 1800 noch ein Gartenweg, der von 1830 bis 1860 den Namen Kuhlmannswinkel trug.

## Kartenmaterial in öffentlichem Besitz
Stadtpläne von Hannover mit der Darstellung des Steintorfeldes sind
- „Hannover, aufgenommen und gezeichnet in den Jahren 1826 bis 31 von August Papen“, um 1831, Maßstab 1:5000, Kupferstich und Radierung, 69,5 cm × 77 cm (Platte), 73,5 cm × 80,5 cm (Blatt), radiert von Papen, gestochen von F. Nolle, Wild und Fischer, Verlag der Hornemann'schen Hof-Kunsthandlung, Hannover, im Besitz des Niedersächsischen Hauptstaatsarchiv, Archiv-Nummer 12c Hann. 1, 25 pg[2]